# Husby gamla kyrkskola

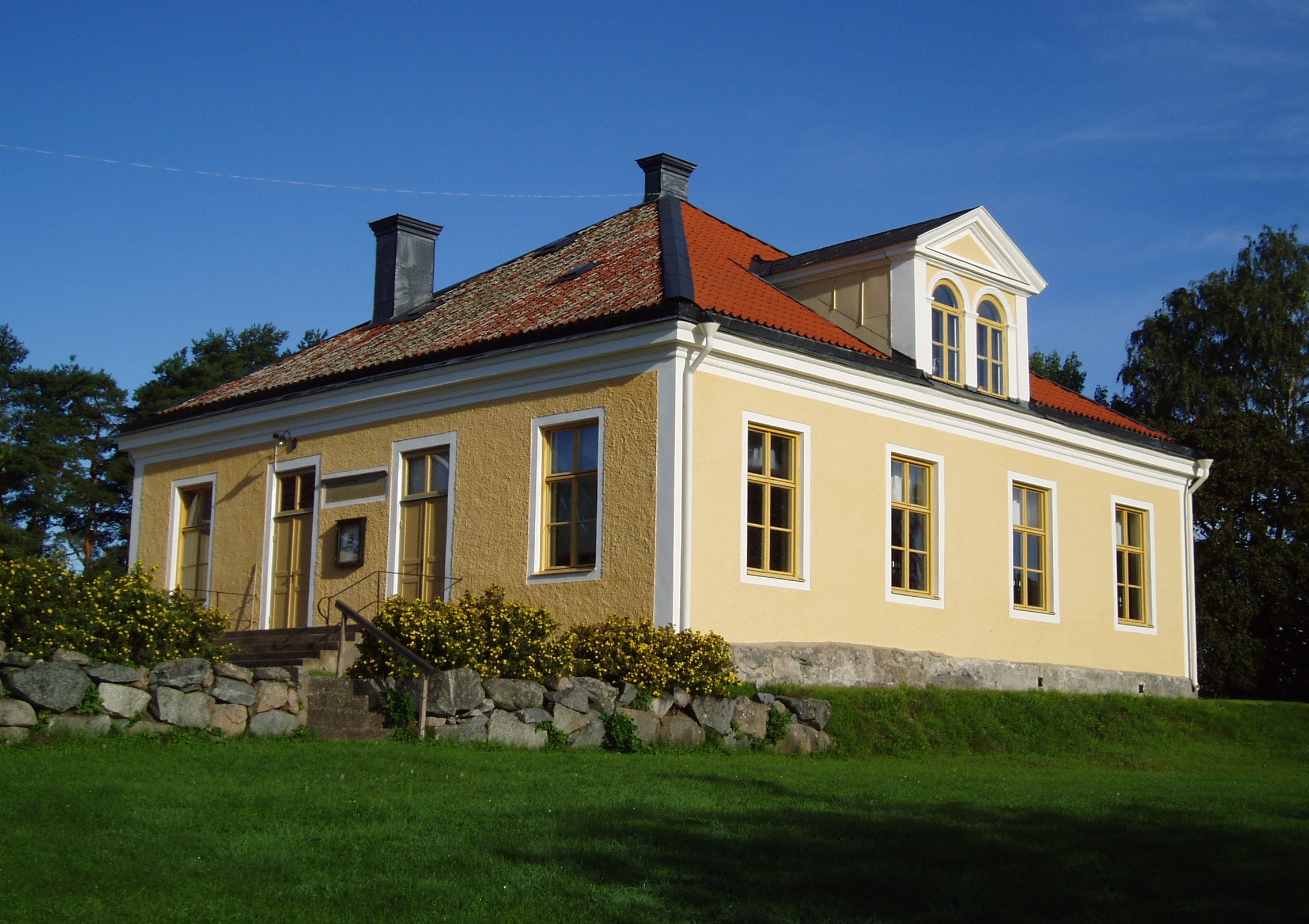
Husby gamla kyrkskola

Husby gamla kyrkskola är en av Sveriges första skolor på glesbygden. Den ligger invid Husby-Ärlinghundra kyrka i Sigtuna kommun. Enligt inskriptionen som finns på huset stiftades skolans äldsta delar 1697 av silvermästaren Jöns Eriksson. Byggnadens arkitekt var Nicodemus Tessin d.y.
Ursprungligen fanns bara skolsalen, en lärarbostad samt två kamrar och kök i byggnaden. 1891 förlängdes och upphöjdes byggnaden. Huset användes fram till 1970-talet som skola och är numera tillsammans med flera andra byggnader på tomten skol- och hembygdsmuseum.